# Adolfo Rivadeneyra
Adolfo Rivadeneyra (Valparaíso, 10 de abril de 1841-Madrid, 5 de febrero de 1882) fue un diplomático, orientalista, editor y viajero español.

## Biografía
Nació el 10 de abril de 1841 en la ciudad chilena de Valparaíso. Hijo de Manuel Rivadeneyra, inició su carrera diplomática en Beirut como intérprete políglota (dominaba el inglés, el francés, el italiano, el alemán, el persa y el turco, así como varios dialectos del árabe); ocupó después el cargo de cónsul interino en Jerusalén y los de vicecónsul en Ceilán, Damasco y Teherán; posteriormente fue cónsul en Mogador y Singapur, lugar este último en el que terminó su carrera en el servicio exterior en 1879.
Uno de los precursores y mayores especialistas del orientalismo en España, fue vocal y secretario de la primera Junta directiva de la Sociedad Geográfica de Madrid, representó a la Sociedad Geográfica en la Conferencia de Exploradores de África y completó la Biblioteca de Autores Españoles, iniciada tiempo atrás por su padre. También fue cónsul, encargado de buscar posibles alianzas comerciales exteriores (en lugares más complejos de los habituales: Jerusalén, Beirut, Ceilán, Damasco, Teherán). Realizó una serie de estudios que abarcan aspectos geográficos antropológicos, de análisis comercial, artísticos e históricos que plasmó en sus libros.
Suele dividir sus obras en etapas, describiendo al final de cada una lo que ha estudiado desde el comienzo.
En su primer libro destacan las "Ruinas de Babilonia", en las que sitúa correctamente el zigurat en el interior del recinto urbano. Allí recogió dos ladrillos, los cuales describió y tradujo ayudado por su amigo Francisco García Ayuso.
Su segundo libro se subdivide en dos partes: la primera antes de llegar a Teherán y la segunda su viaje por el interior de Persia y su regreso. Hace especial hincapié en los hechos acaecidos en su llegada a Dizful en la que los ciudadanos hacían sacrificios para celebrar la llegada del emperador. En este libro, y gracias a la ayuda de un joven, se recogen informaciones comerciales de todo tipo.

## Obra
- Viaje de Ceylan a Damasco. Golfo Pérsico. Mesopotamia. Ruinas de Babilonia, Nínive y Palmira, Madrid, 1871. Reimpreso con el título De Ceilán a Damasco en 1986 en Barcelona, Laertes. ISBN 84-7584-068-X. Edición moderna a cargo de Fernando Escribano Martín, Viaje de Ceilán a Damasco : Golfo Pérsico, Mesopotamia, ruinas de Babilonia, Nínive y Palmira, y cartas sobre la Siria y la isla de Ceilán en 2006, Madrid: Miraguano. ISBN 84-7813-299-6.
- Viaje al interior de Persia, Madrid, Imprenta y Esterotipia de Aribau y Cª (Sucesores de Rivadeneyra), 3 tomos, 1880.